# 捷克斯洛伐克青年联盟

捷克斯洛伐克青年联盟旗帜

捷克斯洛伐克青年联盟（捷克語：Československý svaz mládeže，缩写为ČSM）是捷克斯洛伐克历史上的一个青年组织，由捷克斯洛伐克共产党领导。
该组织成立于1949年，由捷克青年联盟、斯洛伐克青年联盟、喀尔巴阡青年联盟与波兰族青年联盟合并而成。该组织是民族阵线成员。1968年，该组织解散。在“正常化”时期，社会主义青年联盟于1970年成立，取代捷克斯洛伐克青年联盟的角色。
该组织的主要目标是对青年进行意识形态影响，并推行执政的捷克斯洛伐克共产党的政策。该组织下设“青年阵线”出版社。